# Mittelafrika

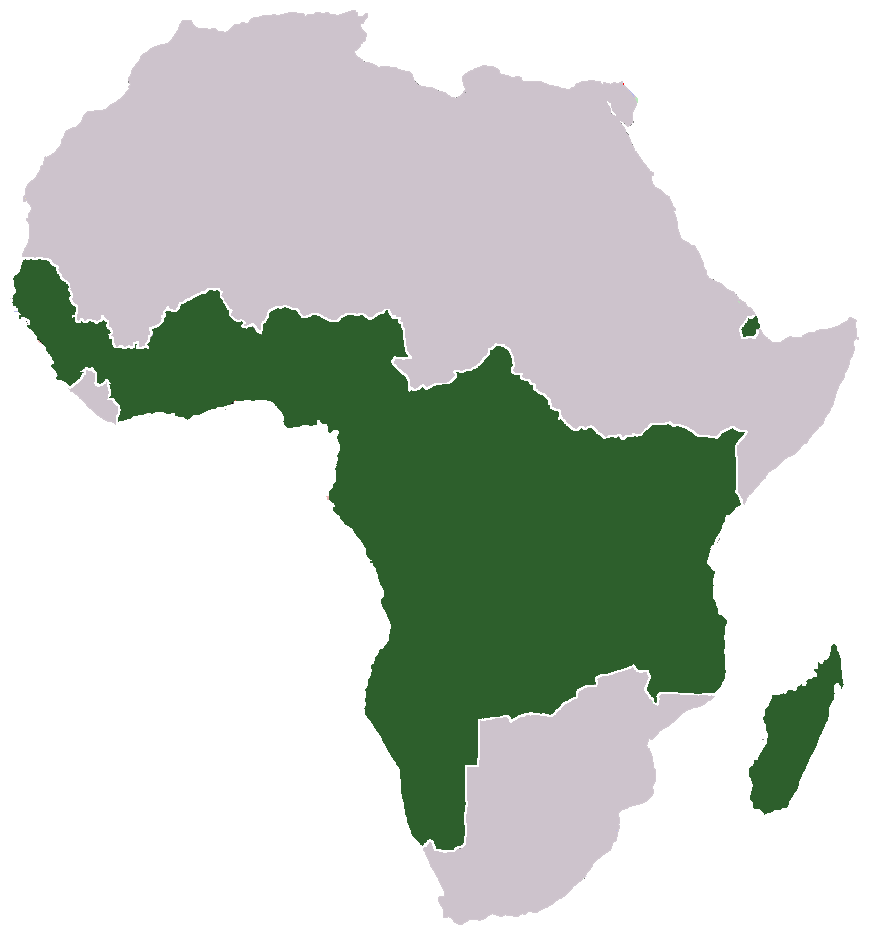
Carte de l'Afrique centrale allemande.

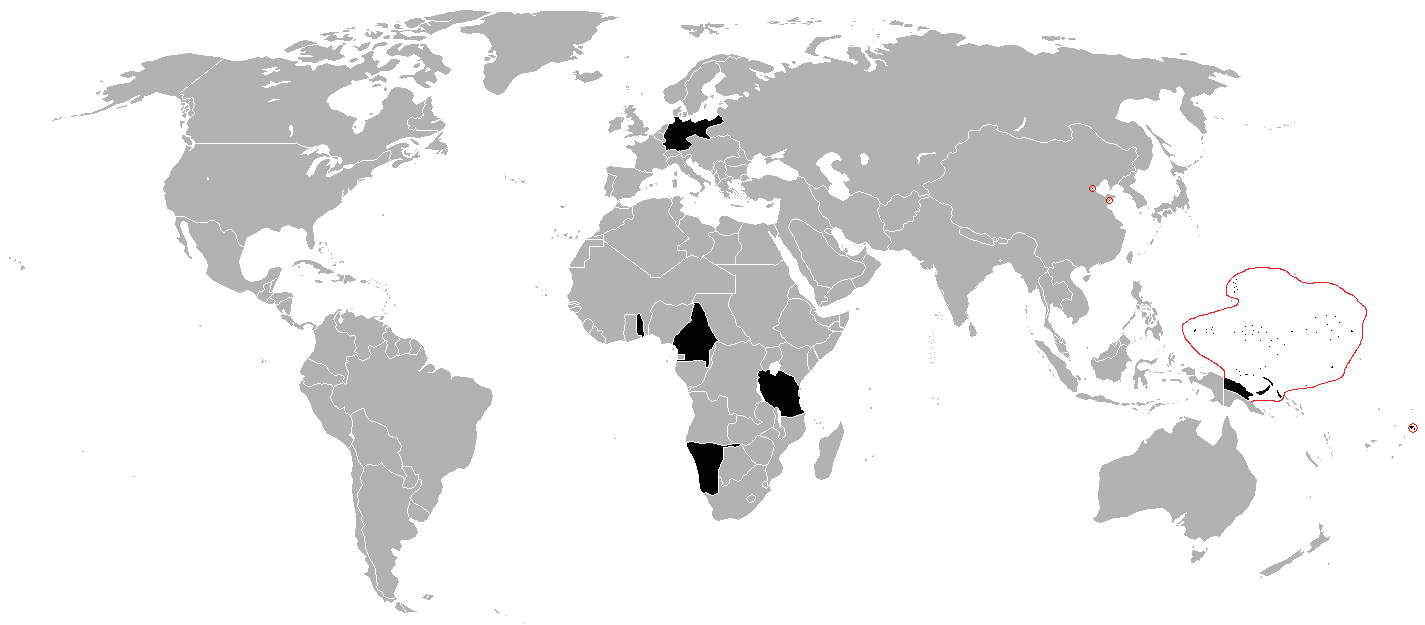
À titre de comparaison, l'empire colonial allemand en 1914.

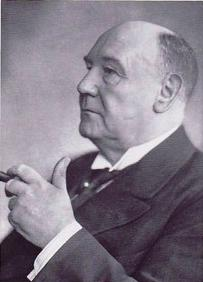
Wilhelm Heinrich Solf.

La Mittelafrika ou Deutsch-Mittelafrika ou encore Afrique centrale allemande est un ensemble territorial revendiqué par le Reich durant la Première Guerre mondiale. C'est l'un des buts de guerre allemands pendant la Première Guerre mondiale. Le but majeur de la politique coloniale allemande est en effet de constituer un empire colonial fermé en Afrique centrale en reliant les colonies d'Afrique orientale allemande (actuels Burundi, Rwanda et partie continentale de la Tanzanie), le Sud-Ouest africain allemand (actuelle Namibie) et le Cameroun.
Précisées dans le Septemberprogramm du chancelier du Reich Theobald von Bethmann-Hollweg, les aspirations allemandes en Afrique sont rapidement rendues illusoires par la conquête des colonies allemandes sur le continent. Après la perte de ses colonies, le Reich continue à revendiquer le retour de ses colonies, et durant le Troisième Reich, la création d'un grand empire colonial en Afrique.

## Négociations et tractations internes
Les négociations anglo-allemande concernant la répartition des possessions portugaises et belges en Afrique apportent les premiers projets concrets. En juillet 1913, les deux partenaires se mettent d'accord sur la revendication de l'Allemagne sur l'Angola, excepté le secteur frontalier de la Rhodésie du Nord, et sur Sao Tomé-et-Principe, ainsi que sur la revendication anglaise sur le Mozambique et la Lugenda en cas de difficultés financières du Portugal. Le secrétaire d'État allemand aux colonies Wilhelm Solf fait la proposition de rogner le Congo belge, en octroyant le Katanga et l'extrême côte septentrionale à l'Angleterre, la région au nord du Congo à la France et une jonction importante entre l'Angola et l'Afrique orientale allemande à l'Allemagne. Sa proposition échoue en raison de la résistance anglaise. Faire des revendications sur le Portugal alors endetté apparaît alors comme beaucoup plus facile en comparaison avec la Belgique économiquement prospère.
Une autre proposition de Solf portant sur une Afrique centrale allemande, faite en août et septembre 1914, projette la répartition des colonies françaises, belges et portugaises. Par la suite, Bethmann Hollweg l'incorpore dans son Septemberprogramm. Le nouvel empire colonial allemand d'Afrique centrale doit alors recouvrir les territoires suivants : l'Angola, la moitié nord du Mozambique, le Congo belge avec les mines de cuivre du Katanga en ligne de mire, l'Afrique équatoriale française jusqu'au lac Tchad, le Dahomey et le territoire au sud jusqu'au Niger et Tombouctou. Ce projet de création d'un empire colonial d'Afrique centrale cohérent est l'un des principaux buts de guerre allemands.
Au printemps 1918, Solf accepte même les exigences du Deutscher Kolonialverein selon lequel les bassins du Sénégal, du Niger et les territoires situés au sud de ceux-ci jusqu'à la mer (Nigeria) doivent devenir allemands. S'ajoutent à cela, les territoires du Cap-Vert jusqu'au fleuve Orange à l'ouest ; la Rhodésie du Nord, le nord du Mozambique, l'Ouganda, le Kenya, Madagascar, les Comores, Djibouti à l'est. Comme base pour la conquête d'un empire mondial, l'État major exige en mai 1917 les Açores, Dakar avec l'Afrique-Occidentale française (y compris les îles Canaries et Madère), Vlora ou la jouissance de Cattaro ou Alexandrette, La Réunion, le Timor oriental, la Nouvelle-Calédonie, Yap et Tahiti.
Toutefois, si on le considère de manière générale, le projet d'Afrique centrale allemande ne joue qu'un rôle secondaire dans les buts de guerre allemands, même s'il est considéré comme possible à travers une victoire en Europe. D'un autre côté, ce projet colonial a été au cours de la guerre utilisé par des hommes politiques d'aspiration libérale comme un dérivatif pour la nation. Pour l'Allemagne, les colonies étaient plutôt l'expression de sa puissance. Pour les concepteurs d'une Afrique centrale allemande, cette dernière devait, en tant que signe de la puissance allemande, atteindre le même rôle que l'Inde pour l'Empire britannique. Cependant, l'industrie lourde et les banques ont montré, et cela bien avant la guerre, peu d'intérêt pour les empires coloniaux et ont davantage milité pour une expansion européenne.